# دیاتالی
دیاتالی (به لاتین: Diatali) یک روستا در بنگلادش است که در استان باریسال و در ناحیه باریسال واقع شده است.